# 周曾
周曾（1468年—？），字希沂，山西陽曲縣（山西省太原市）人，明朝政治人物。

## 生平
山西鄉試第二十三名，弘治九年（1496年）丙辰科二甲第二十名進士。歷官兵部武选司署郎中事员外郎，正德四年（1509年）正月升尚寶司少卿，八月十二月升浙江左参政。十二年正月考察去職。

## 家族
曾祖周傑，贈都察院右都御史；祖父周瑄，南京刑部尚書；父周經，戶部尚書。母韓氏（封淑人）。重庆下。